# Paràlisi periòdica hiperkalèmica
La paràlisi periòdica hiperkalèmica és una rara malaltia d'origen genètic i transmissió autosòmica dominant que es caracteritza per episodis repetitius de debilitat o paràlisi muscular que afecten sobretot a les extremitats, associada a nivells elevats de potassi en sang. És causada per una mutació al gen SCA4A situat al cromosoma 17 que afecta els canals del sodi presents en les membranes cel·lulars, per la qual cosa s'inclou dins del grup de malalties conegudes com a canalopaties.

## Freqüència
És una malaltia rara, s'estima que la prevalença és d'1 cas per cada 200.000 persones.

## Símptomes
Els primers símptomes apareixen durant la infància i es manifesten com a episodis de paràlisi de durada, gravetat i freqüència variables que duren de mitjana entre una i dues hores. Sovint tenen lloc al matí després d'aixecar o al descansar després d'un esforç muscular important. De vegades es desencadenen pel fred, situacions estressants o alguns fàrmacs, com els corticoides. Si es determinen les concentracions de potassi en sang durant la paràlisi, aquestes són elevades. Generalment hi ha tendència a la millora espontània i disminució del nombre d'episodis a partir de l'edat mitjana de la vida.

## Tractament
Per evitar l'aparició de la paràlisi, es recomana realitzar menjars freqüents amb ingesta abundant en hidrats de carboni, evitar el consum excessiu d'aliments rics en potassi i realitzar exercici amb moderació.